# 吉利德科學
吉利德科學公司（英語：Gilead Sciences, Inc.），或譯吉立亞科學，是一家美國大型生物製藥公司，成立于1987年，总部位于加州旧金山湾区的福斯特城。在台灣註冊的名稱為「吉立亞」。主要生產和研發針對愛滋病、B型肝炎、C型肝炎和各類傳染病的藥物。

## 历史
该公司由医生迈克尔·瑞沃丹（Michael L. Riordan）创立于1987年6月。瑞沃丹曾在华盛顿大学、約翰·霍普金斯大學醫學院和哈佛商学院就读，创立公司时29岁。早期接受了风险投资公司Menlo Ventures200万美元的投资，吉利德科學公司的董事长由Menlo Ventures的人担任，1993年瑞沃丹成为董事长。该公司在1992年1月于纳斯达克上市。1997年1月唐納德·拉姆斯菲爾德担任董事长，但他因在2001年就任美国国防部长而辞职。
2002年开始该公司转型专攻抗病毒药物，将其抗癌药业务以2亿美金的价格卖给OSI制药。同年10月决定以4.64亿美金收购三角制药。后来经过一系列的兼并形成现在的规模。该公司推出的两款丙肝明星药物Sovaldi和Harvoni，丙肝治愈率高达90%。

## 2019冠狀病毒病期間專利爭議
瑞德西韦是由吉利德科學進行研發的項目，此藥物尚未在美國以及任何國家獲得批准上市，亦尚未註冊專利。2019冠狀病毒病於中國爆發期間，吉利德免費向中國提供瑞德西韦，中國科學院武漢國家生物安全實驗室與合作單位在2020年1月21日搶先申報中國發明專利《瑞德西韋抗2019新型冠狀病毒的用途》，引發爭議與討論；對此，吉利德則回應「公司的核心关注在于病人，不希望卷入专利纠纷」。世界衛生組織（WHO）指稱瑞德西韋（remdesivir）臨床實驗無效。